# Ur-Ningirsu
Ur-Ningirsu (en sumeri: 𒌨𒀭𒎏𒄈𒍪, Ur-D-nin-gir-su) va ser ensi de la segona dinastia de Lagaix a Sumer i va regnar cap als anys 2121 aC - 2118 aC. Era fill i successor de Gudea.
A la mort del seu pare va pujar al tron. Es coneixen els noms d'alguns dels seus anys de regnat, alguns oracles i referències de construccions (probablement simples reformes) de temples entre els quals el d'Eninnu. També es conserven algunes estàtues. Va governar uns quatre anys durant els quals va continuar la política de prosperitat i pacifisme de Gudea, reforçada quan Utukhengal d'Uruk va expulsar els gutis. Va estar sota la dependència o al menys sota la influència d'Uruk. En el seu regnat vivia el famós metge i cirurgià Urlugaledina, del qual s'ha conservat el segell personal, que mostra dos ganivets envoltats de plantes medicinals i es troba al Museu del Louvre.
El va succeir el seu fill Pirigme.